# Burambi
Burambi är en kommun i Burundi. Den ligger i provinsen Rumonge, i den sydvästra delen av landet, 50 kilometer söder om Burundis största stad Bujumbura.